# Mazda CX-5
De Mazda CX-5 is een crossover of SUV en is sinds eind 2012 in productie. De Mazda CX-5 verving de Mazda Tribute, die in Europa al jaren niet meer werd geleverd. De Mazda CX-5 is het eerste model van Mazda dat volledig is ontwikkeld met Skyactiv-technologieën waaronder motoren, transmissies, carrosserie en chassis.

## De nieuwe Mazda CX-5
Op 15 november 2016 werd de nieuwe Mazda CX-5 voor het eerst getoond op de Los Angeles Auto Show. De CX-5 2017 verschilt in veel opzichten van zijn voorganger. Ook gaf Mazda met de nieuwe Mazda CX-5 een nieuwe richting aan de KODO-designfilosofie.

## Huidige uitvoeringen
| Uitvoering                                                                          |
| ----------------------------------------------------------------------------------- |
| Mazda CX-5                                                                          |
| Mazda CX-5 Comfort                                                                  |
| Mazda CX-5 Luxury                                                                   |
| Mazda CX-5 Signature                                                                |
| Mazda CX-5 Sport selected (een speciale uitvoering en alleen tijdelijk beschikbaar) |

## Motoren
| Benzinemotoren     | Benzinemotoren | Benzinemotoren | Benzinemotoren | Benzinemotoren | Benzinemotoren         | Benzinemotoren | Benzinemotoren                 | Benzinemotoren |
| Model              | Cilinderinhoud | Vermogen       | Koppel         | Topsnelheid    | Acceleratie 0-100 km/h | Uitstoot       | Versnellingsbak                | Jaar           |
| ------------------ | -------------- | -------------- | -------------- | -------------- | ---------------------- | -------------- | ------------------------------ | -------------- |
| Skyactiv-G 165 2WD | 1.998 cm³      | 121kW/165pk    | 213Nm          | 201 km/h       | 10,3s                  | 146 g/km       | 6-versnellingen handgeschakeld | 2012-heden     |
| Skyactiv-G 165 2WD | 1.998 cm³      | 121kW/165pk    | 213Nm          | 192 km/h       | 9,8s                   | 150 g/km       | 6-traps automaat               | 2012-heden     |
| Skyactiv-G 165 4WD | 1.998 cm³      | 121kW/165pk    | 213Nm          | 188 km/h       | 10,3s                  | 159 g/km       | 6-traps automaat               | 2012-heden     |
| Skyactiv-G 194 2WD | 2.488 cm³      | 143kW/194pk    | 258Nm          | 195 km/h       | 8,9s                   | 161 g/km       | 6-traps automaat               | 2012-heden     |
| Skyactiv-G 194 4WD | 2.488 cm³      | 143kW/194pk    | 258Nm          | 195 km/h       | 9,2s                   | 164 g/km       | 6-traps automaat               | 2012-heden     |

| Dieselmotoren      | Dieselmotoren  | Dieselmotoren | Dieselmotoren | Dieselmotoren | Dieselmotoren          | Dieselmotoren | Dieselmotoren                  | Dieselmotoren |
| Model              | Cilinderinhoud | Vermogen      | Koppel        | Topsnelheid   | Acceleratie 0-100 km/h | Uitstoot      | Versnellingsbak                | Jaar          |
| ------------------ | -------------- | ------------- | ------------- | ------------- | ---------------------- | ------------- | ------------------------------ | ------------- |
| Skyactiv-D 150 2WD | 2.191 cm³      | 110kW/150pk   | 380Nm         | 204 km/h      | 9,9s                   | 130 g/km      | 6-versnellingen handgeschakeld | 2012-heden    |
| Skyactiv-D 150 2WD | 2.191 cm³      | 110kW/150pk   | 380Nm         | 200 km/h      | 10,7s                  | 143 g/km      | 6-traps automaat               | 2012-heden    |
| Skyactiv-D 184 4WD | 2.191 cm³      | 135kW/184pk   | 445Nm         | 208 km/h      | 9,6s                   | 145 g/km      | 6-traps automaat               | 2012-heden    |

## Prijzen
- ANWB - Mazda CX-5 gekozen tot meest waardevaste occasion
- EURONCAP - Mazda CX-5 behaald maximumscore van vijf sterren bij Euro NCAP Crashtests.
- Autobytel - 2012 Crossover of the Year
- AutoBild - Design Award 2012
- Occasion van het jaar 2018

## Mazda Minagi Concept

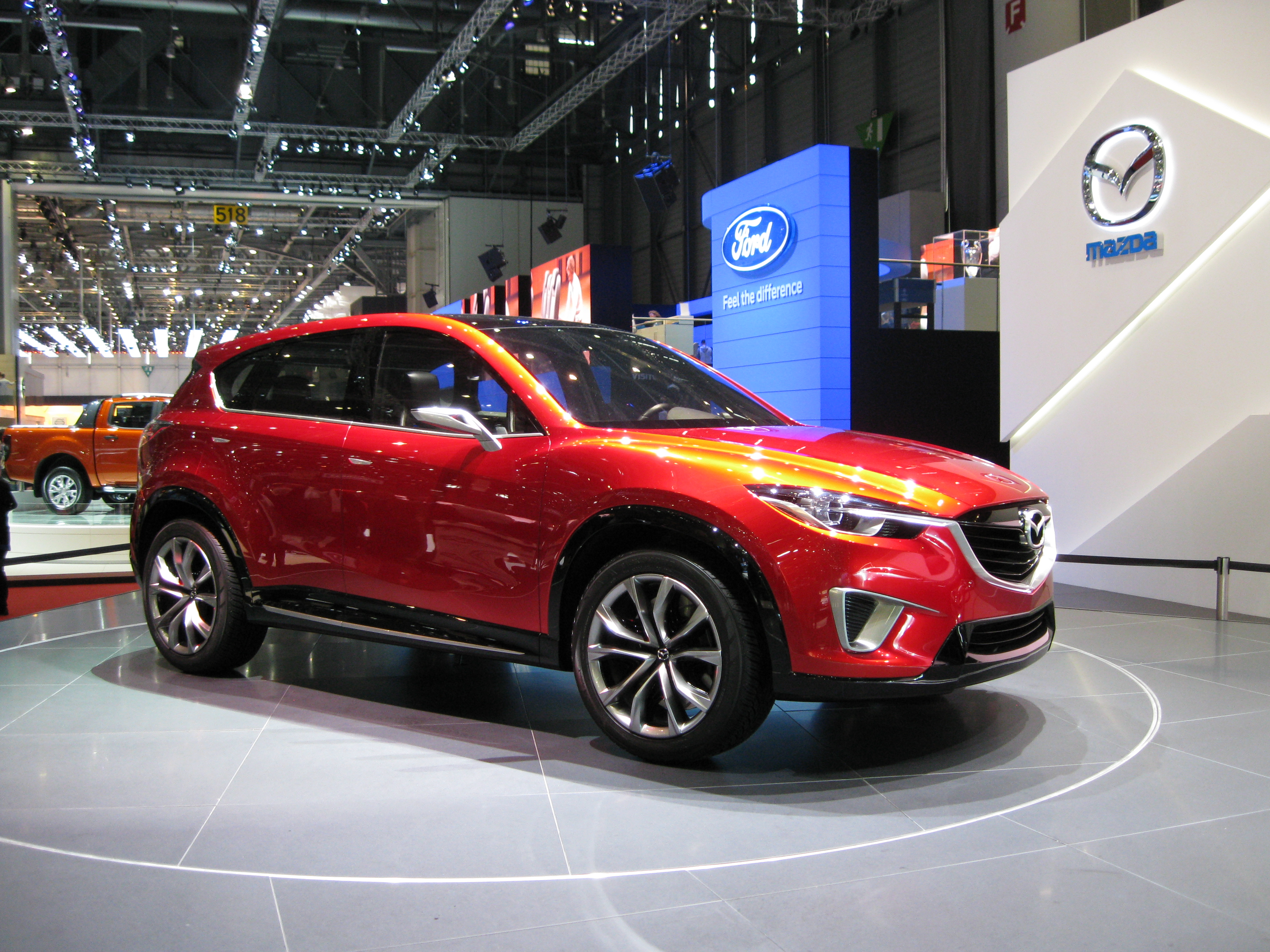
Mazda Minagi Concept

Mazda toonde op het Autosalon van Genève van 2011 de Minagi Concept als voorbode op de CX-5. De Mazda Minagi was na de Mazda Shinari de tweede conceptcar met Mazda's designfilosofie Kodo ofwel 'De ziel van beweging'. Ook heeft de Minagi diverse SkyActiv-technologieën. De Minagi heeft een ver naar achteren geplaatste A-stijl om de SUV zo veel mogelijk van een MPV te laten onderscheiden.

## Details
Begin augustus 2011 gaf Mazda de eerste foto's van de productieversie van de Minagi, de CX-5, vrij. De CX-5 debuteerde een maand later op de IAA Frankfurt 2011 en is een ontwerp van Masashi Nakayama. Volgens de ontwerper is de vormgeving geïnspireerd op een jachtluipaard. Mazda levert zowel benzine- als dieselmotoren in de CX-5. Zowel de SkyActiv-G benzinemotoren als de SkyActiv dieselmotoren hebben een compressieverhouding van 14:1, extreem hoog voor een benzinemotor en juist extreem laag voor een dieselmotor. De 2.0 SkyActiv-G levert een vermogen van 165 pk en met vierwielaandrijving 160 pk, de 2.0 SkyActiv-D is er met 150 en 175 pk. De motoren zijn standaard gekoppeld aan een handgeschakelde zesbak (SkyActiv-MT), optioneel is een zestraps automaat (SkyActiv-Drive) leverbaar.
De CX-5 heeft 997 mm beenruimte achterin. De CX-5 is compacter dan de Mazda CX-7, maar biedt desondanks een vergelijkbare interieurruimte bij een lager brandstofverbruik. De in 2006 geïntroduceerde Mazda CX-7 verdween medio 2012 dan ook uit het Europese en Amerikaanse programma.

Concept-modellen:
Furai
Huidige modellen in Nederland:
2 ·
3 ·
6 ·
CX-3 ·
CX-30 ·
MX-30 ·
CX-5 ·
MX-5 ·
Huidige modellen internationaal:
BT-50 ·
Carol ·
CX-4 ·
CX-9 ·
E-Series ·
Scrum ·
Spiano ·
Titan ·
1960-1969
1000/1300 ·
1500 ·
B-Series ·
Carol ·
Cosmo ·
E360 ·
E-Series ·
R130 ·
R360
1970-1979
323 ·
626 ·
929 ·
Roadpacer ·
RX-2 ·
RX-3 ·
RX-4 ·
RX-5 ·
RX-7
1980-1989
121 ·
MPV ·
MX-6 ·
1990-1999
AZ-Offroad ·
AZ-Wagon ·
Demio ·
Laputa ·
MX-3 ·
Navajo ·
Premacy ·
Xedos 6 ·
Xedos 9
2000-2009
5 ·
Biante ·
CX-7 ·
RX-8 ·
Spiano ·
Tribute ·
Verisa ·